# Conus acutangulus
Conus acutangulus ist der Artname einer Schnecke aus der Familie der Kegelschnecken (Gattung Conus), die im Indopazifik verbreitet ist und sich von Vielborstern ernährt.

## Merkmale
Conus acutangulus trägt ein kleines bis mittelgroßes, leichtes bis mäßig festes Schneckenhaus, das bei ausgewachsenen Schnecken 2,2 bis 3,8 cm Länge erreicht. Der Körperumgang ist kegelförmig bis breit kegelförmig oder leicht birnförmig, der Umriss fast gerade oder leicht s-förmig. Die Schulter ist gewinkelt bis scharfkantig, glatt oder mit Tuberkeln besetzt und hat eine tiefe ausladende Kerbe. Das Gewinde ist meist hoch, sein Umriss wechselnd konkav. Der Protoconch hat dreieinhalb bis vier Umgänge und misst maximal 0,8 bis 0,9 mm. Die ersten 8 bis 10 Umgänge des Teleoconchs sind mit Tuberkeln besetzt, die darauf folgenden wellig bis glatt. Die Nahtrampen des Teleoconchs sind flach bis leicht konkav mit anfangs keiner, dann auf 3 bis 6 zunehmenden spiraligen Rillen, die von bogenförmigen radialen Fäden gekreuzt werden. Der Körperumgang ist mit kräftigen spiralig verlaufenden Schnüren oder Rippen besetzt, die voneinander durch schmale, gelegentlich breite Rillen mit kräftigen axialen Fäden abgegrenzt sind.
Die Grundfarbe des Gehäuses ist weiß. Der Körperumgang ist in verschiedenartiger Weise hell- bis dunkelbraun gemustert: entweder großenteils braun mit Ausnahme spärlicher kleiner Flecken in der Grundfarbe bei der Schulter und in der Mitte, weiß mit braunen Flecken oder spiralig verlaufenden gepunkteten Reihen oder ganz weiß. Die Umgänge des Protoconchs sind weiß. Das Gewinde hat verschiedenartige braune Streifenmusterung. Die Gehäusemündung ist weiß.
Das dünne, durchscheinende, glatte Periostracum ist braun.
Die Oberseite des Fußes ist weiß oder blassgelb mit einem braun gepunkteten, flügelförmigen Muster im Vorderabschnitt, das sich nach hinten als gepunktete Linie vor dem Rand fortsetzt. Die Vorderkante hat auf jeder Seite eines großen braunen mittleren Flecks je einen schwarzen Fleck. Die Fußsohle ist weiß. Die weißen Fühler sind etwas dunkelgelb eingefärbt und haben schwarze Spitzen. Der weiße Sipho ist dorsal beige bis hellbraun eingefärbt, an der Spitze aber ungefleckt.

## Verbreitung und Lebensraum
Conus acutangulus ist im gesamten Indopazifik vom Roten Meer bis nach Queensland (Australien) verbreitet. Er lebt meist in Meerestiefen von 3 bis 100 m, bisweilen auch in nur 50 cm Tiefe, Jungtiere manchmal bis in Tiefen 180 m, auf Kalksand von Korallen oder Molluskenschalen, gemischt  mit Korallengeröll, auf schlammigem Sand oder feinem Muschelschill mit Pflanzenbewuchs.

## Ernährung
Conus acutangulus frisst Feuerborstenwürmer, die deutlich größer als die Raubschnecke sein können.